# Pittura

Gioconda: uno dei quadri più famosi al mondo di Leonardo da Vinci, Louvre, Parigi.

La pittura è l'arte che consiste nell'applicare dei pigmenti a un supporto per lo più bidimensionale, come la carta, la tela, la ceramica, il legno, il vetro, una lastra metallica o una parete. Il risultato è un'immagine che, a seconda delle intenzioni dell'autore, esprime la sua percezione del mondo o una libera associazione di forme o un qualsiasi altro significato. A seconda della sua creatività, del suo gusto estetico e di quello della società di cui fa parte. Chi dipinge è detto pittore o pittrice, mentre il prodotto finale è detto dipinto. Si può chiamare anche quadro solo quando realizzato su un supporto mobile, generalmente di dimensioni non molto grandi e spesso racchiuso in cornice.
Essendo i pigmenti essenzialmente solidi, è necessario utilizzare un legante, chiamato medium, che li porti a uno stadio di impasto stendibile, più fluido o più denso, e che permetta anche l'adesione duratura al supporto una volta che interviene un processo di asciugamento, di presa o di polimerizzazione.

## Storia
I dipinti più antichi sono stati rinvenuti nella Grotta Chauvet in Francia: la loro realizzazione è databile a circa 32 000 anni fa. Sono realizzati con ocra rossa e pigmento nero, e mostrano cavalli, rinoceronti, leoni, bufali l.p. e mammut. Esempi di pittura rupestre sono presenti praticamente in tutto il mondo.
Nel corso del XIX secolo, con la nascita della fotografia, si assiste a un significativo cambio di ruolo della pittura nella società: non più necessaria per fissare i dati oggettivi di ciò che rappresenta (ad esempio l'effigiato in un ritratto), portò gli artisti ad esplorare rappresentazioni più legate al loro sentire personale, alle emozioni, alla psicologia, a tutto ciò che è legato all'invisibile e all'immaginario.
La pittura stessa poi, messa in discussione e ridimensionata nel XX secolo in favore di espressioni artistiche più libere e concettuali, resta comunque ampiamente praticata in tutto il mondo.

## Caratteristiche

### Pittura comearte maggiore

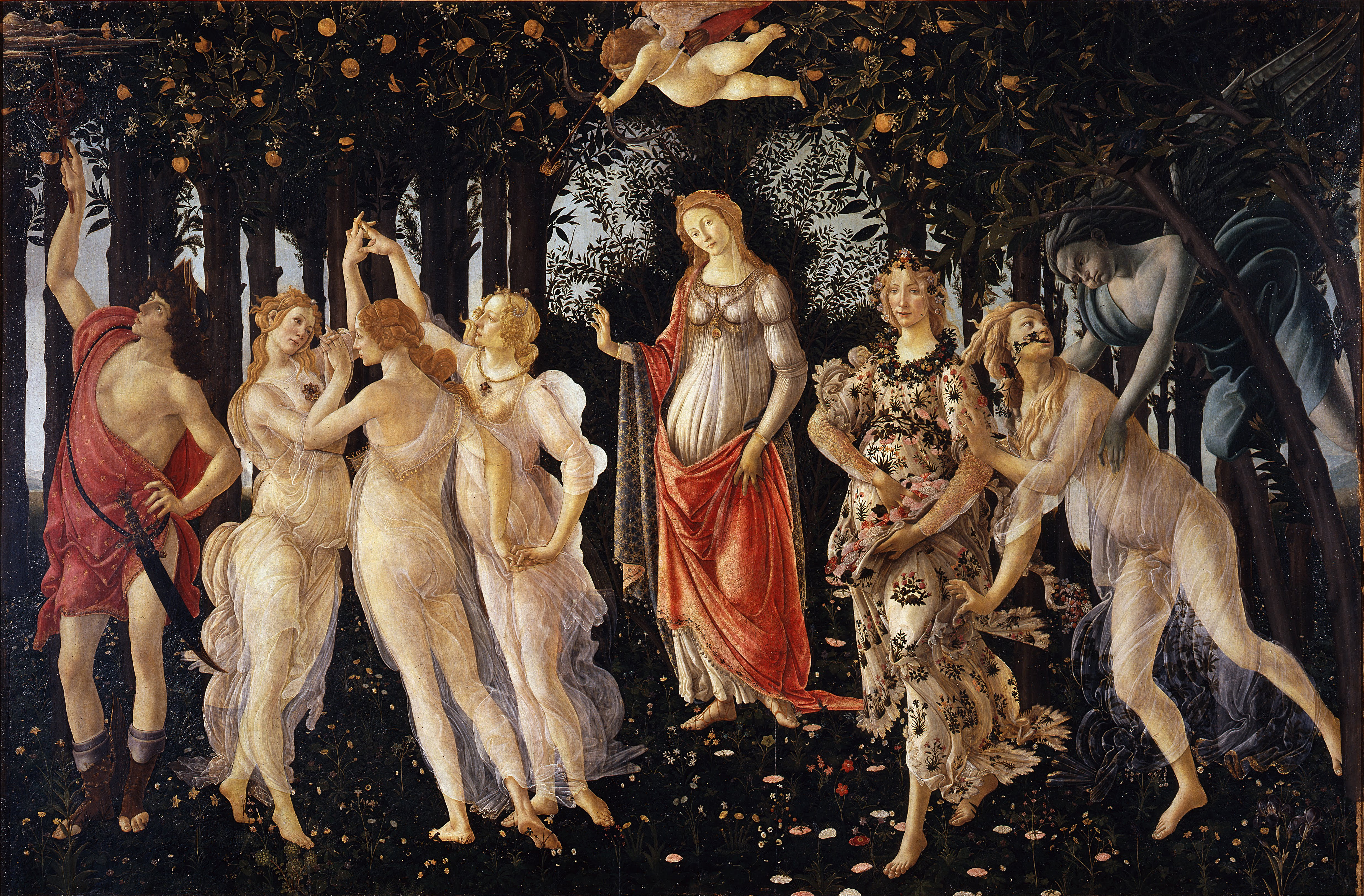
Primavera di Botticelli, Galleria degli Uffizi a Firenze

La pittura gode di un posto di primo piano su tutte le arti. Basti pensare a come il concetto stesso di "opera d'arte" (visiva) sia più spontaneamente associato a dipinti piuttosto che a sculture o opere di architettura, per non parlare poi delle cosiddette "arti minori". Oltre ai fattori storici che hanno determinato la divisione tra arti "maggiori" e "minori" (Leon Battista Alberti distingueva gli aspetti intellettuali rispetto a quelli manuali, secondo una definizione fatta propria poi dalle Accademie nel XVII secolo e da esse canonizzate), la pittura ha un'innegabile facilità di fruizione rispetto alle altre forme artistiche.
Le opere pittoriche essendo bidimensionali non richiedono particolare impegno per essere percepite: è sufficiente posizionarsi frontalmente per osservarle, a differenza di quelle scultoree o architettoniche, che essendo tridimensionali obbligano l'osservatore a posizionarsi dinamicamente su diversi punti di vista per una loro migliore comprensione. Ciò significa anche una immensamente maggiore fruibilità, si pensi alla semplice economicità delle riproduzioni fotografiche di pittura, che possono circolare con estrema facilità; impossibile, per adesso, per le opere d'arte tridimensionali.

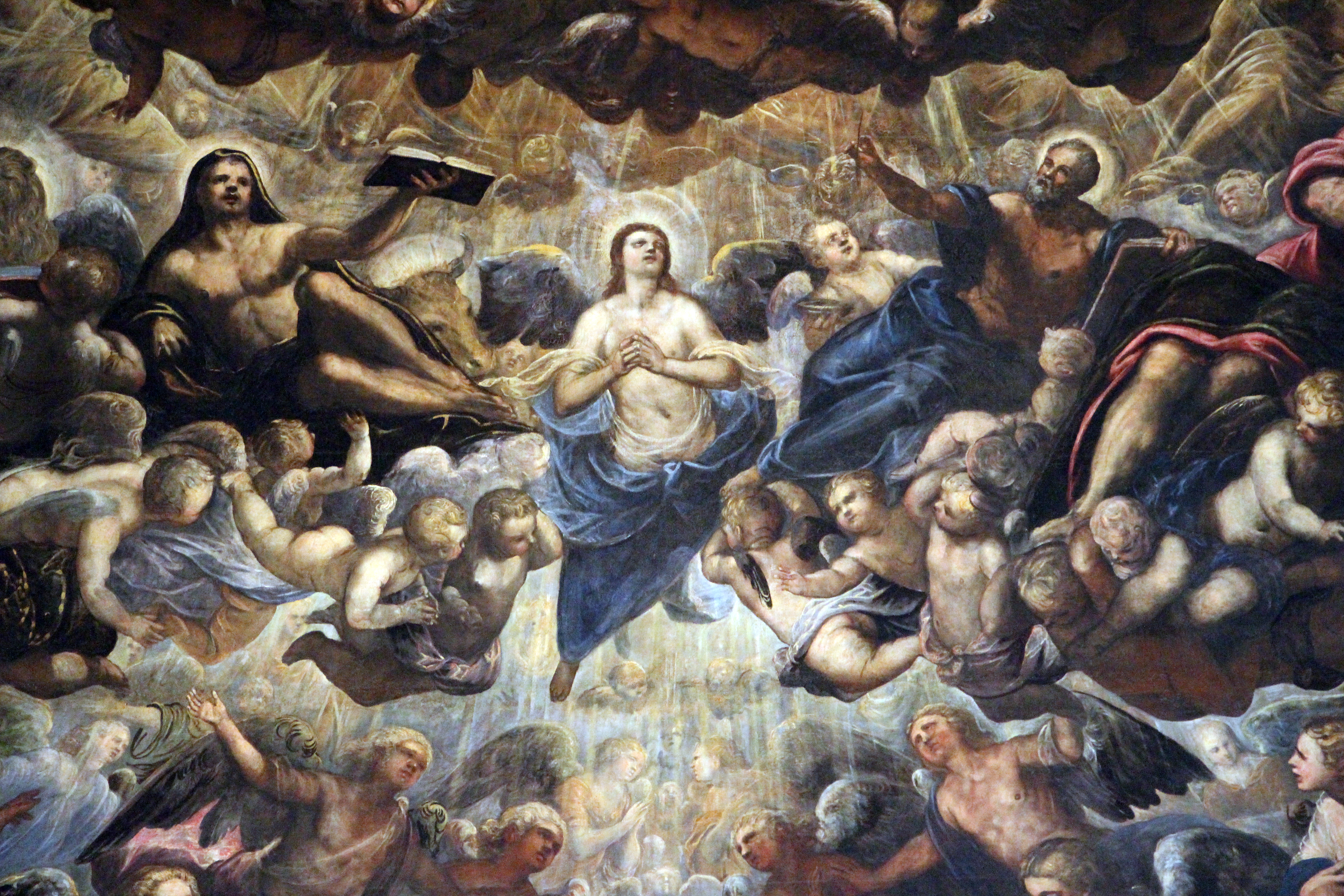
Il Paradiso di Jacopo e Domenico Tintoretto e Palma il giovane. Palazzo Ducale Venezia

Witelo, un matematico e fisico del XIII secolo originario della Slesia, scriveva che "L'occhio non può comprendere la forma vera delle cose con il semplice sguardo (aspectus), ma sì con l'intuizione diligente (obtudus)". Mentre l'aspectus, semplice visione esteriore, è sufficiente per la pittura e gran parte della scultura, l'obtudus, inteso come sguardo penetrante, raziocinante, è necessario ad esempio per comprendere un'opera architettonica.

### La questione pittorica

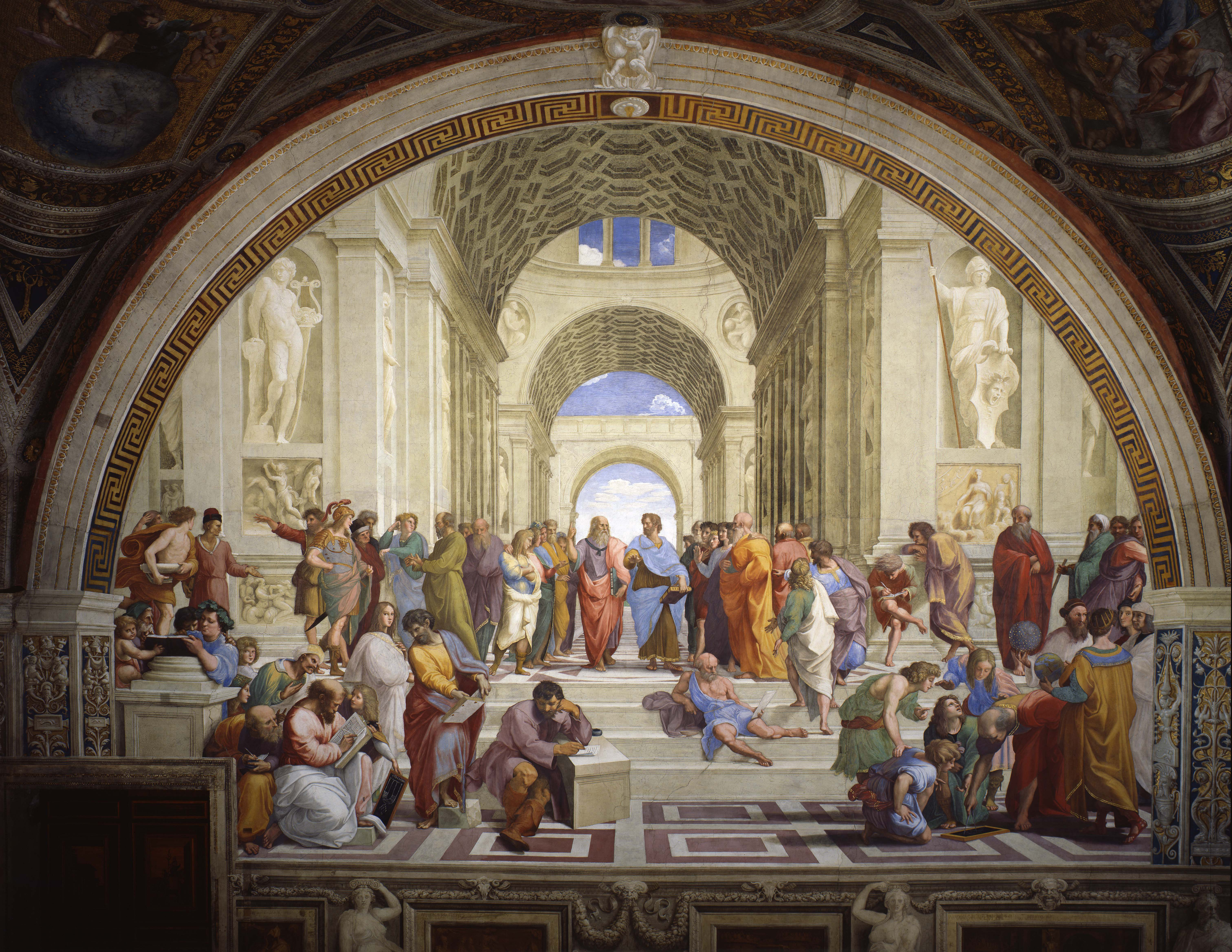
La scuola di Atene, Raffaello Sanzio, 1509-1511, Città del Vaticano, Musei Vaticani

La pittura intesa come forma artistica non è una meccanica apposizione di colore a un disegno, ma è un'arte che pone dei problemi più complessi: la resa del colore, le variazioni di tono, lo studio di luci ed ombre, l'illusione di spazi naturalistici, la ricchezza della tecnica (con smalti, impasti, velature). Nelle civiltà più antiche non esisteva ancora l'accento su tali questioni, per cui si ebbero produzioni anche di grande raffinatezza, ma definibili solo come "disegno colorato" (si pensi ad esempio all'arte egiziana). Questi problemi poterono dirsi considerati e risolti solo dall'arte greca in poi, a partire dal V secolo a.C., con pieno sviluppo documentabile in tutto il IV secolo a.C., e da allora entrarono a far parte della cultura mediterranea ed europea con alterne vicende.

### Tecniche pittoriche
Esistono molti tipi di tecniche pittoriche, che si differenziano sia per i materiali e gli strumenti usati sia per le superfici sulle quali è eseguita l'opera.
Le prime superfici sulle quali l'uomo realizzò primitive forme d'arte pittorica, geometrica e figurativa, furono le pareti di una caverna oppure di una casa o di un tempio.
Nel Medioevo il supporto preferito dai pittori era la tavola di legno, per poi passare con il tempo alla tela, con la quale si ovviò al problema del peso e della relativa instabilità del pannello ligneo.
Altri supporti possono essere: la carta, il metallo, il vetro, la seta, una parete e qualunque altra superficie in grado di mantenere in modo permanente il colore.

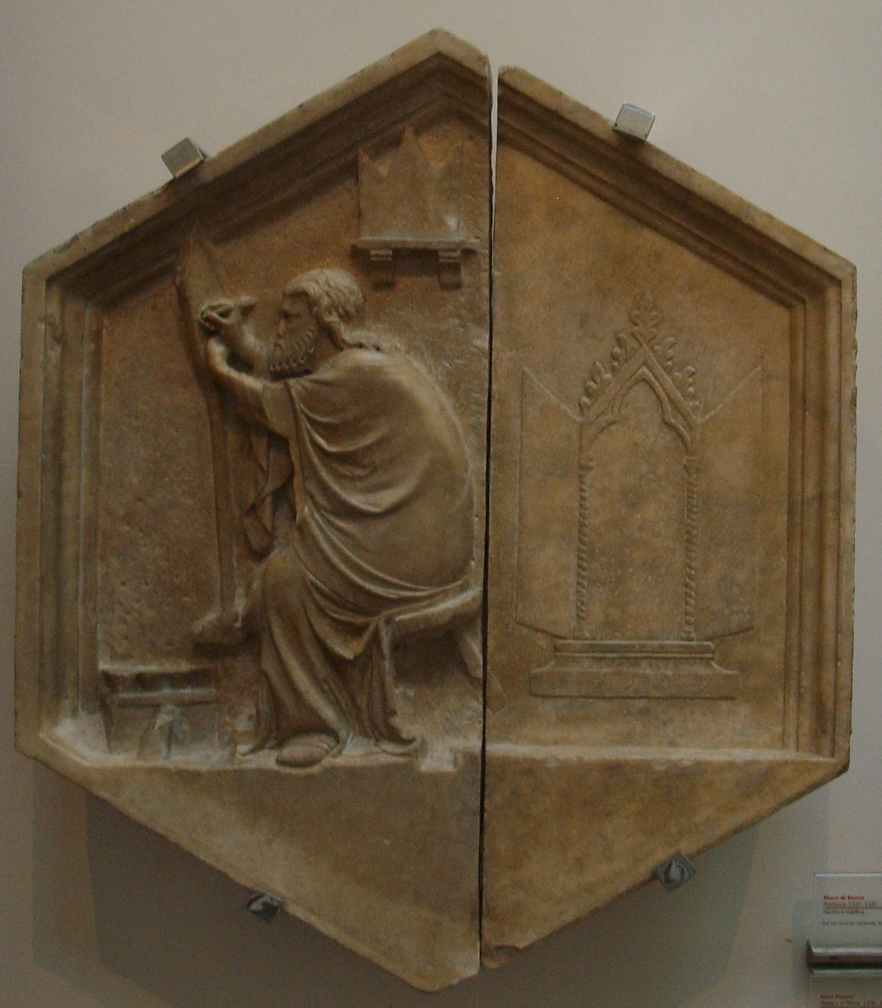
Apelle o la Pittura, formella del Campanile di Giotto, Nino Pisano, 1334-1336, Firenze

### Classificazione
In base al supporto:
- Su intonaco abbiamo l'affresco (che se moderno può essere anche un murale), il graffito e l'encausto.
- Su tavola abbiamo la pittura a tempera, a olio e i colori acrilici.
- Su carta il pastello, la tempera, l'acquerello, il guazzo o gouache.
- Su pergamena la miniatura.
- Su tela abbiamo la tempera, l'olio e la pittura acrilica.
- Su ceramica abbiamo le pitture vascolari, con i vari ossidi e fondenti.
- Su seta e altre stoffe abbiamo il batik, lo Shibori, il Serti e l'acquerello.

Nell'esecuzione di opere pittoriche, poi, oltre ad una vasta gamma di superfici e di colori che possono presentarsi puri - pigmenti - o più normalmente già uniti al cosiddetto medium (paste, resine, oli, emulsioni...), si aggiunge la possibilità di utilizzare vari strumenti: pennelli, spatole, aerografo, spray, punte e anche attrezzi che non nascono per uso artistico ma che vi sono adattati dalla perizia o dalla fantasia dell'artista.
L'elenco non può considerarsi esauriente, in quanto possono essere utilizzate, oltre alle superfici più varie, anche tecniche e materiali eterogenei, realizzandosi così opere a tecnica mista (ad esempio il collage con la pittura) o opere polimateriche (ad esempio colori uniti o abbinati a tessuti, materiali inerti, oggetti).

### Soggetti pittorici
- Allegoria;
- Natura morta;
- Ritratto e autoritratto;
- Paesaggio e panorama.

### Altro
- Disegno;
- Poussinisti e Rubenisti.